# The Jones Family in Hollywood
The Jones Family in Hollywood est un film américain réalisé par Malcolm St. Clair, sorti en 1939.

## Fiche technique
- Titre original : The Jones Family in Hollywood
- Réalisation : Malcolm St. Clair
- Scénario : Harold Tarshis d'après une histoire de Joseph Hoffman et Buster Keaton
- Production : John Stone
- Société de production et de distribution : Twentieth Century Fox
- Pays de production :  États-Unis
- Langue : Anglais
- Durée : 60 minutes
- Date de sortie : 
  - États-Unis :2 juin 1939

## Distribution
- Jed Prouty
- Spring Byington
- Kenneth Howell
- George Ernest
- June Carlson
- Florence Roberts
- Billy Mahan
- William Tracy